# Football Club Pro Vasto 2004-2005
Questa voce raccoglie le informazioni riguardanti il Football Club Pro Vasto nelle competizioni ufficiali della stagione 2004-2005.

## Rosa
| N. |                    | Ruolo | Calciatore                 |
| -- | ------------------ | ----- | -------------------------- |
|    | Italia (bandiera)  | A     | Nunziante Adduono          |
|    | Italia (bandiera)  | C     | Fabio Marzio Alleruzzo     |
|    | Italia (bandiera)  | A     | Maurizio Baciocchi         |
|    | Francia (bandiera) | C     | Mathieu Bocu               |
|    | Italia (bandiera)  | C     | Claudio Bonomi             |
|    | Italia (bandiera)  | D     | Enrico Braca               |
|    | Italia (bandiera)  | C     | Alessandro Bruno           |
|    | Italia (bandiera)  | C     | Luca Campanile             |
|    | Italia (bandiera)  | C     | Riccardo Cazzola           |
|    | Italia (bandiera)  | D     | Ivano Ciano                |
|    | Italia (bandiera)  | C     | Francesco Domenico Cinalli |
|    | Italia (bandiera)  | C     | Antonio D'Allocco          |
|    | Italia (bandiera)  | A     | Sergio Di Corcia           |
|    | Italia (bandiera)  | D     | Giuseppe Di Meo            |
|    | Francia (bandiera) | C     | Bruce Dombolo              |
|    | Italia (bandiera)  | D     | Giovanni Esposito          |
|    | Italia (bandiera)  | D     | Giorgio Gaudio             |

| N. |                    | Ruolo | Calciatore                |
| -- | ------------------ | ----- | ------------------------- |
|    | Italia (bandiera)  | P     | Filippo Gibertini         |
|    | Italia (bandiera)  | C     | Giuseppe Stefano Lannutti |
|    | Italia (bandiera)  | P     | Tiziano Macale            |
|    | Italia (bandiera)  | C     | Gennaro Marasco           |
|    | Italia (bandiera)  | P     | Massimo Marconato         |
|    | Italia (bandiera)  | A     | Luca Martelli             |
|    | Italia (bandiera)  | C     | Igor Giovanni Marziano    |
|    | Belgio (bandiera)  | D     | Donovan Maury             |
|    | Italia (bandiera)  | A     | Agostino Muratore         |
|    | Niger (bandiera)   | D     | Henry Okoroji             |
|    | Italia (bandiera)  | C     | Pietro Parente            |
|    | Italia (bandiera)  | D     | Stefano Pesoli            |
|    | Italia (bandiera)  | D     | Massimiliano Tesè         |
|    | Brasile (bandiera) | A     | Renan Pippi               |
|    | Italia (bandiera)  | A     | Vincenzo Russo            |
|    | Nigeria (bandiera) | D     | Ugo Ukah                  |